# 1919 في فلسطين الانتدابية
تعرض الصفحة أحداث عام 1919 في فلسطين الخاضعة للإدارة البريطانية (الجزء الخاضع للسيطرة البريطانية من إدارة أراضي العدو المحتلة).

## الأحداث
- 3 يناير - توقيع اتفاقية فيصل وايزمان من قبل الأمير فيصل (ابن ملك الحجاز) وحاييم وايزمان (رئيس المنظمة الصهيونية العالمية فيما بعد) كجزء من مؤتمر باريس للسلام 1919.
- من 22 يناير إلى 10 فبراير - عقد الاجتماع الأول للمؤتمر العربي الفلسطيني في القدس.
- 26 فبراير - أول اجتماع رسمي للمجلس العام الصهيوني.
- 8 أغسطس - تأسيس صحيفة (Doar HaYom).[1]

## ولادات بارزة
- 19 أبريل - حنا حداد ضابط شرطة من عرب اسرائيل وعضو كنيست.
- 8 مايو - أهارون ريمز، موظف مدني إسرائيلي وسياسي ودبلوماسي، والقائد الثاني لسلاح الجو الإسرائيلي (توفي 1994).
- 10 يونيو - حيدر عبد الشافي، طبيب وسياسي فلسطيني (توفي عام 2007).
- 1 يوليو - نسيم إلياد ، سياسي إسرائيلي (توفي عام 2014).
- 2 أغسطس - نحميا بيرسوف، ممثل سينمائي وتلفزيوني أمريكي يهودي من مواليد القدس، ورسام لاحقًا.
- 5 أغسطس - مناحيم راتزون، سياسي إسرائيلي (توفي عام 1987).
- التاريخ الكامل غير معروف
  - بنيامين جبلي، رئيس المخابرات العسكرية الإسرائيلية (توفي عام 2008).
  - يعقوب مزراحي، سياسي إسرائيلي (توفي عام 1979).
  - حنا بين دوف، رسام إسرائيلي (توفي عام 2008).
  - جبرا إبراهيم جبرا، شاعر عربي فلسطيني. (توفي عام 1994).

## وفيات بارزة
- 30 يوليو - يوسف بوسل (مواليد 1891)، ناشط صهيوني بيلاروسي المولد، أحد مؤسسي كيبوتس دغانيا ألف.[2][3]
- 21 أكتوبر - إستر يائيل كوك (مواليد 1907)، الابنة الصغرى للحاخام أبراهام كوك.[4]